# BBC Three
BBC Three is het derde televisienet van de Britse publieke omroep BBC. De BBC omschrijft het profiel van de zender als volgt: "BBC Three is nooit bang om nieuwe dingen te proberen, blijspelen, amusement en documentaires uit te zenden." BBC Three zendt uit vanaf 19:00 uur tot circa 04:00 uur Britse tijd. In Nederland en België is BBC Three eenvoudig te ontvangen via satellietpositie Astra 28,2°O.
BBC Three was de opvolger van BBC Choice, een digitaal Brits televisiekanaal. Het werd gelanceerd op 9 februari 2003, elf maanden later dan gepland. De BBC had BBC Three samen met BBC Four willen lanceren, maar door een debat over het uitzendformaat - wat uiteindelijk 576i werd - liep de lancering vertraging op.
Het kanaal werd destijds door de BBC omgeschreven als een uitlaatklep voor 'Nieuw drama, nieuw talent, Britse humor, topfilms en toegankelijk nieuws'. BBC Three zond toen uit van 19:00 tot 4:00 (Engelse tijd), omdat de overgebleven tijd in beslag werd genomen door de kinderzender CBBC.
In tegenstelling tot commerciële rivalen kwam 90% van de programmering op de zender uit eigen land of andere landen uit de Europese Unie. 80% werd door de BBC zelf geproduceerd en varieerde qua genre: nieuws, drama, humor en animatie. Het nieuws op BBC Three had een uniek 60 seconden-formaat en werd tussen sommige programma's in uitgezonden. Dit formaat werd aangenomen zodat het bestuur van het kanaal volledig geautomatiseerd kon worden, zonder te moeten afrekenen met live nieuws dat varieert in lengte.
De zender was vanwege bezuinigingen van 16 februari 2016 tot en met 31 januari 2022 alleen via internet te volgen. Op 2 maart 2021 besliste de BBC dat de zender vanaf 1 februari 2022 zou terugkeren.
Publieke kanalen: BBC One · BBC Two · BBC Three · BBC Four · BBC News · BBC Parliament · CBBC Channel · CBeebies · BBC HD · S4C (Wales) 
Commerciële kanalen: ITV · ITV2 · ITV3 · ITV4 · Channel 4 · Channel 5